# Eufernaldia misgabellus
Eufernaldia misgabellus là một loài bướm đêm trong họ Crambidae.